# Fechten bei den Commonwealth Games
Fechten war von 1950 bis 1970 Teil des Programms bei den Commonwealth Games.

## Geschichte
Bei den Herren wurden ab 1950 Einzel- und Mannschaftswettbewerbe mit dem Florett, dem Degen und dem Säbel ausgetragen. Bei den Damen wurde ebenfalls ab 1950 eine Einzelkonkurrenz mit dem Florett ausgetragen, zudem fand 1966 und 1970 jeweils ein Mannschaftswettbewerb mit dem Florett statt. Sechs Nationen gelang ein Medaillengewinn: die mit Abstand erfolgreichste Nation in dieser Zeitspanne war England, dessen Sportler 38 der 44 vergebenen Goldmedaillen gewannen. Hinzu kamen 16 Silber- und 11 Bronzemedaillen. Australien gewann dreimal Gold, vor Schottland mit zwei Goldmedaillen sowie Kanada und Neuseeland mit jeweils einer Goldmedaille. Wales gewann als einzige Nation im Medaillenspiegel keine Gold- und auch keine Silbermedaille, dafür aber viermal Bronze.

## Herren

### Florett, Einzel
| Jahr | Ort       | Gold             | Silber       | Bronze          |
| ---- | --------- | ---------------- | ------------ | --------------- |
| 1950 | Auckland  | René Paul        | John Fethers | George Pouliot  |
| 1954 | Vancouver | René Paul        | John Fethers | Allan Jay       |
| 1958 | Cardiff   | Raymond Paul     | Ivan Lund    | René Paul       |
| 1962 | Perth     | Alexander Leckie | Allan Jay    | Ralph Cooperman |
| 1966 | Kingston  | Allan Jay        | Bill Hoskyns | Graham Paul     |
| 1970 | Edinburgh | Michael Breckin  | Barry Paul   | Graham Paul     |

### Florett, Mannschaft
| Jahr | Ort       | Gold                                             | Silber                                                               | Bronze                                                |
| ---- | --------- | ------------------------------------------------ | -------------------------------------------------------------------- | ----------------------------------------------------- |
| 1950 | Auckland  | England Arthur Pilbrow Robert Anderson René Paul | Neuseeland Austen Gittos Gordon Dearing Murray Gittos Malcolm Millar | Kanada George Pouliot Robert Desjarlais Edward Brooke |
| 1954 | Vancouver | England Allan Jay Ralph Cooperman René Paul      | Australien Ivan Lund John Fethers Roddrick Steel                     | Kanada Carl Schwende J. A. Howard Roland Asselin      |
| 1958 | Cardiff   | England Harold Cooke Raymond Paul René Paul      | Australien Brian McCowage Gerald Sichel Ivan Lund                    | Wales John McCombe John Evans Roger Maunder           |
| 1962 | Perth     | England Allan Jay Ralph Cooperman René Paul      | Australien Brian McCowage David McKenzie Ivan Lund                   | Kanada Benedek Simo Carl Schwende John Andru          |
| 1966 | Kingston  | England Allan Jay Graham Paul Bill Hoskyns       | Australien Barry Wasley Brian McCowage John Humphreys Russell Hobby  | Schottland George Sandor Joseph Rorke Robert Wilson   |
| 1970 | Edinburgh | England Barry Paul Graham Paul Michael Breckin   | Australien Ernest Simon Gregory Benko Bill Ronald                    | Kanada Gerald Wiedel Konrad Widmaier Magdy Conyd      |

### Degen, Einzel
| Jahr | Ort       | Gold                | Silber          | Bronze          |
| ---- | --------- | ------------------- | --------------- | --------------- |
| 1950 | Auckland  | Charles de Beaumont | Robert Anderson | Ivan Lund       |
| 1954 | Vancouver | Ivan Lund           | René Paul       | Carl Schwende   |
| 1958 | Cardiff   | Bill Hoskyns        | Michael Howard  | Allan Jay       |
| 1962 | Perth     | Ivan Lund           | John Pelling    | Peter Jacobs    |
| 1966 | Kingston  | Bill Hoskyns        | John Pelling    | Robert Reynolds |
| 1970 | Edinburgh | Bill Hoskyns        | Lester Wong     | Peter Jacobs    |

### Degen, Mannschaft
| Jahr | Ort       | Gold                                             | Silber                                                | Bronze                                                              |
| ---- | --------- | ------------------------------------------------ | ----------------------------------------------------- | ------------------------------------------------------------------- |
| 1950 | Auckland  | Australien Allan Jay Ivan Lund Charles Stanmore  | England René Paul Charles de Beaumont Robert Anderson | Kanada George Pouliot Robert Desjarlais Edward Brooke               |
| 1954 | Vancouver | England Allan Jay Charles de Beaumont René Paul  | Kanada Carl Schwende Edward Brooke Roland Asselin     | Australien Ivan Lund John Fethers Laurence Smith                    |
| 1958 | Cardiff   | England Allan Jay Bill Hoskyns Michael Howard    | Kanada Carl Schwende John Andru Roland Asselin        | Australien David Doyle Ivan Lund John Simpson                       |
| 1962 | Perth     | England John Pelling Michael Howard Peter Jacobs | Australien Ivan Lund John Humphreys Mike Diamond      | Kanada Carl Schwende Peter Bakonyi Robert Foxcroft                  |
| 1966 | Kingston  | England Bill Hoskyns John Pelling Peter Jacobs   | Kanada John Andru Konrad Widmaier Peter Bakonyi       | Australien Barry Wasley John Humphreys Peter Hardiman Russell Hobby |
| 1970 | Edinburgh | England Bill Hoskyns Peter Jacobs Ralph Johnson  | Schottland George Sandor I. A. Hunter P. D. Russell   | Kanada Konrad Widmaier Lester Wong Peter Bakonyi                    |

### Säbel, Einzel
| Jahr | Ort       | Gold             | Silber           | Bronze         |
| ---- | --------- | ---------------- | ---------------- | -------------- |
| 1950 | Auckland  | Arthur Pilbrow   | Robert Anderson  | George Pouliot |
| 1954 | Vancouver | Michael Amberg   | Ralph Cooperman  | John Fethers   |
| 1958 | Cardiff   | Bill Hoskyns     | Ralph Cooperman  | Michael Amberg |
| 1962 | Perth     | Ralph Cooperman  | Benedek Simo     | John Andru     |
| 1966 | Kingston  | Ralph Cooperman  | Alexander Leckie | Gabor Arato    |
| 1970 | Edinburgh | Alexander Leckie | Rodney Craig     | Richard Cohen  |

### Säbel, Mannschaft
| Jahr | Ort       | Gold                                                              | Silber                                                       | Bronze                                                          |
| ---- | --------- | ----------------------------------------------------------------- | ------------------------------------------------------------ | --------------------------------------------------------------- |
| 1950 | Auckland  | England Charles de Beaumont Arthur Pilbrow Robert Anderson        | Kanada George Pouliot Robert Desjarlais Edward Brooke        | Australien Norman Booth Leslie Chillug Edwin Dean Jock Gibson   |
| 1954 | Vancouver | Kanada Carl Schwende Leslie Krasa Roland Asselin                  | England Ralph Cooperman Michael Amberg William Beatley       | Australien Ivan Lund John Fethers Laurence Smith Roddrick Steel |
| 1958 | Cardiff   | England Ralph Cooperman Eugen Verebes Bill Hoskyns Michael Amberg | Australien Alexander Martonffy Gerald Sichel Ivan Lund       | Wales John Preston M. Kerslake Roger Maunder T. R. Lucas        |
| 1962 | Perth     | England Ralph Cooperman George Birks Michael Amberg               | Kanada Benedek Simo Carl Schwende John Andru Robert Foxcroft | Neuseeland Brian Pickworth Michael Henderson Bob Binning        |
| 1966 | Kingston  | England Ralph Cooperman Richard Oldcorn William Rayden            | Australien Brian McCowage Gabor Arato Laszlo Tornallyay      | Kanada John Andru Leslie Samek Robert Foxcroft                  |
| 1970 | Edinburgh | England David Acfield Rodney Craig Richard Cohen                  | Schottland A. H. Mitchell Alexander Leckie Gordon Wiles      | Australien Gabor Arato Gregory Benko Laszlo Tornallyay          |

## Damen

### Florett, Einzel
| Jahr | Ort       | Gold                   | Silber             | Bronze         |
| ---- | --------- | ---------------------- | ------------------ | -------------- |
| 1950 | Auckland  | Mary Glen-Haig         | Patricia Woodroffe | Catherine Pym  |
| 1954 | Vancouver | Mary Glen-Haig         | Gillian Sheen      | Aileen Harding |
| 1958 | Cardiff   | Gillian Sheen          | Barbara McCreath   | Mary Glen-Haig |
| 1962 | Perth     | Melody Coleman         | Johanna Winter     | Janet Hopner   |
| 1966 | Kingston  | Janet Wardell-Yerburgh | Shirley Parker     | Gaye McDermit  |
| 1970 | Edinburgh | Janet Wardell-Yerburgh | Marion Exelby      | Susan Youngs   |

### Florett, Mannschaft
| Jahr | Ort       | Gold                                                       | Silber                                                       | Bronze                                            |
| ---- | --------- | ---------------------------------------------------------- | ------------------------------------------------------------ | ------------------------------------------------- |
| 1966 | Kingston  | England Janet Wardell-Yerburgh Joyce Pearce Shirley Parker | Australien Jeanette Beauchamp Melody Coleman Walburga Winter | Neuseeland Joyce Fenton Gaye McDermit Pam French  |
| 1970 | Edinburgh | England Clare Henley Janet Wardell-Yerburgh Susan Green    | Schottland B. H. Williams Judith Bain Susan Youngs           | Kanada Fleurette Campeau Kay Aoyama Pacita Weidel |

## Medaillenspiegel
| Platz | Land       | Gold | Silber | Bronze | Gesamt |
| ----- | ---------- | ---- | ------ | ------ | ------ |
| 1     | England    | 38   | 16     | 11     | 65     |
| 2     | Australien | 03   | 15     | 11     | 29     |
| 3     | Schottland | 02   | 04     | 02     | 08     |
| 4     | Kanada     | 01   | 07     | 13     | 21     |
| 5     | Neuseeland | 01   | 02     | 03     | 06     |
| 6     | Wales      | —    | —      | 04     | 04     |